# Neonetus variegatus
Neonetus variegatus är en insektsart som beskrevs av Brunner von Wattenwyl 1888. Neonetus variegatus ingår i släktet Neonetus och familjen grottvårtbitare. Inga underarter finns listade i Catalogue of Life.